# Stanislav Donets
Stanislav Joerjevitsj Donets (Russisch: Станислав Юрьевич Донец) (Dimitrovgrad, 7 juli 1983) is een Russische zwemmer. Hij vertegenwoordigde zijn vaderland op de Olympische Zomerspelen 2008 in Peking. Op de kortebaan is Donets medehouder van het wereldrecord op de 4x100 meter wisselslag, individueel is hij Europees recordhouder op de 50 en de 100 meter rugslag.

## Carrière
Bij zijn internationale debuut, op de Europese kampioenschappen kortebaanzwemmen 2005 in Triëst, eindigde Donets als zevende op de 200 meter rugslag en werd hij uitgeschakeld in de halve finales van de 100 meter rugslag. Een jaar later, op de Europese kampioenschappen kortebaanzwemmen 2006 in Helsinki, bereikte de Rus de vijfde plaats op de 100 meter rugslag en de achtste plaats op de 50 meter rugslag. Op de 200 meter rugslag strandde hij in de series. 
Tijdens de Europese kampioenschappen kortebaanzwemmen 2007 in Debrecen veroverde Donets de Europese titel op de 100 meter rugslag, op de 200 meter rugslag sleepte hij de zilveren medaille in de wacht en op de 50 meter rugslag eindigde hij als vierde. Samen met Dimitri Komornikov, Jevgeni Korotysjkin en Sergej Fesikov legde hij beslag op de zilveren medaille op de 4x50 meter wisselslag.
Op de Europese kampioenschappen zwemmen 2008 in Eindhoven eindigde Donets als achtste op zowel de 100 als de 200 meter rugslag, op de 50 meter rugslag werd hij uitgeschakeld in de series. Enkele weken later nam de Rus deel aan de wereldkampioenschappen kortebaanzwemmen 2008 in Manchester, hij sleepte op het Britse eiland de bronzen medaille in de wacht op de 100 en de 200 meter rugslag, op de 50 meter rugslag strandde hij in de series. Op de 4x100 meter wisselslag veroverde hij samen met Sergej Gejbel, Jevgeni Korotysjkin en Aleksandr Soechoroekov de wereldtitel, het viertal verbeterde tevens het wereldrecord. Tijdens de Olympische Zomerspelen van 2008 in Peking strandde Donets in de halve finales op de zowel de 100 als de 200 meter rugslag. Op de Europese kampioenschappen kortebaanzwemmen 2008 in Rijeka veroverde de Rus de Europese titels op de 50, 100 en 200 meter rugslag, op de 200 meter rugslag moest hij de titel echter wel delen met de Spanjaard Aschwin Wildeboer. Op de 4x50 meter wisselslag sleepte hij samen met Sergej Gejbel, Jevgeni Korotysjkin en Jevgeni Lagoenov de zilveren medaille in de wacht. 

### 2009-heden
In Rome nam Donets deel aan de wereldkampioenschappen zwemmen 2009. Op dit toernooi eindigde hij als zesde op de 200 meter rugslag, daarnaast werd hij uitgeschakeld in de halve finales van de 100 meter rugslag en in de series van de 50 meter rugslag. Tijdens de Europese kampioenschappen kortebaanzwemmen 2009 in Istanboel prolongeerde de Rus zijn Europese titels op de 50, 100 en de 200 meter rugslag, op de 100 meter rugslag moest hij zijn titel delen met landgenoot Arkadi Vjatsjanin. Samen met Sergej Gejbel, Jevgeni Korotysjkin en Sergej Fesikov sleepte hij de Europese titel in de wacht op de 4x50 meter wisselslag.
Op de Europese kampioenschappen zwemmen 2010 in Boedapest veroverde Donets de Europese titel op de 200 meter rugslag en eindigde hij als vierde op de 100 meter rugslag, op de 50 meter rugslag strandde hij in de series. Op de 4x100 meter wisselslag legde hij samen met Roman Sloednov, Jevgeni Korotysjkin en Jevgeni Lagoenov beslag op de zilveren medaille. In Eindhoven nam de Rus deel aan de Europese kampioenschappen kortebaanzwemmen 2010. Op dit toernooi prolongeerde hij zijn Europese titels op zowel de 50 als de 100 meter rugslag, daarnaast eindigde hij als achtste op de 200 meter rugslag. Samen met Sergej Gejbel, Nikolaj Skvortsov en Danila Izotov sleepte hij de bronzen medaille in de wacht op de 4x50 meter wisselslag. Tijdens de wereldkampioenschappen kortebaanzwemmen 2010 in Dubai veroverde Donets de wereldtitel op zowel de 50 als de 100 meter rugslag, op de 4x100 meter wisselslag legde hij samen met Stanislav Lachtjoechov, Jevgeni Korotysjkin en Nikita Lobintsev beslag op de zilveren medaille.
Op de wereldkampioenschappen zwemmen 2011 in Shanghai eindigde de Rus als zesde op de 200 meter rugslag, op de 100 meter rugslag werd hij uitgeschakeld in de series. Samen met Roman Sloednov, Jevgeni Korotysjkin en Sergej Fesikov strandde hij in de series van de 4x100 meter wisselslag.
In Istanboel nam Donets deel aan de wereldkampioenschappen kortebaanzwemmen 2012. Op dit toernooi veroverde hij de zilveren medaille op de 100 meter rugslag en de bronzen medaille op de 50 meter rugslag, op de 4x100 meter wisselslag sleepte hij samen met Vjatsjeslav Sinkevitsj, Nikolaj Skvortsov en Vladimir Morozov de zilveren medaille in de wacht.

## Internationale toernooien
| Jaar | Olympische Spelen                 | WK langebaan                                           | WK kortebaan                                                      | EK langebaan                                                                                          | EK kortebaan                                                                                   |
| ---- | --------------------------------- | ------------------------------------------------------ | ----------------------------------------------------------------- | --- | ---------------------------------------------------------------------------------------------- |
| 2005 |                                   | geen deelname                                          |                                                                   | | 11e 100m rugslag 7e 200m rugslag                                                               |
| 2006 |                                   |                                                        | geen deelname                                                     | geen deelname                                                                                         | 8e 50m rugslag 5e 100m rugslag 9e 200m rugslag 5e 4x50m wisselslag Donets zwom enkel de series |
| 2007 |                                   | geen deelname                                          |                                                                   | | 4e 50m rugslag · 100m rugslag · 200m rugslag · 4x50m wisselslag                                |
| 2008 | 14e 100m rugslag 16e 200m rugslag |                                                        | 11e 50m rugslag · 100m rugslag · 200m rugslag · 4x100m wisselslag | 17e 50m rugslag · 8e 100m rugslag · 8e 200m rugslag · 4x100m wisselslag · Donets zwom enkel de series | 50m rugslag · 100m rugslag · 200m rugslag · 4x50m wisselslag                                   |
| 2009 |                                   | 31e 50m rugslag 16e 100m rugslag 6e 200m rugslag       |                                                                   | | 50m rugslag · 100m rugslag · 200m rugslag · 4x50m wisselslag                                   |
| 2010 |                                   |                                                        | 50m rugslag · 100m rugslag · 4x100m wisselslag                    | 17e 50m rugslag · 4e 100m rugslag · 200m rugslag · 4x100m wisselslag                                  | 50m rugslag · 100m rugslag · 8e 200m rugslag · 4x50m wisselslag                                |
| 2011 |                                   | 13e 100m rugslag 6e 200m rugslag 12e 4x100m wisselslag |                                                                   | | geen deelname                                                                                  |
| 2012 | geen deelname                     |                                                        | 50m rugslag · 100m rugslag · 4x100m wisselslag                    | geen deelname                                                                                         | geen deelname                                                                                  |

## Persoonlijke records
Bijgewerkt tot en met 23 april 2011
Kortebaan
| Afstand      | Tijd    | Datum            | Plaats    |
| ------------ | ------- | ---------------- | --------- |
| 50m rugslag  | 22,74   | 26 november 2010 | Eindhoven |
| 100m rugslag | 48,95   | 19 december 2010 | Dubai     |
| 200m rugslag | 1.48,62 | 10 december 2009 | Istanboel |

Langebaan
| Afstand      | Tijd    | Datum         | Plaats |
| ------------ | ------- | ------------- | ------ |
| 50m rugslag  | 25,48   | 23 april 2011 | Moskou |
| 100m rugslag | 53,44   | 26 april 2009 | Moskou |
| 200m rugslag | 1.55,25 | 30 juli 2009  | Rome   |